# عليان السفلي (درميان)
عليان السفلی (بالفارسية: علیان‌سفلی) هي مستوطنة تقع في إيران في قسم درمیان الريفي. يقدر عدد سكانها بـ 30 نسمة .